# Rindi Sufriyanto
Rindi Sufriyanto (ur. 15 maja 1991 w Jember) – indonezyjski wspinacz sportowy, specjalizująca się we wspinaczce na czas. Mistrz igrzysk azjatyckich w sztafecie na czas z Dżakarty. Medalista mistrzostw Azji, dwukrotny mistrz Azji z 2012 oraz z 2017.

## Kariera sportowa
Na igrzyskach azjatyckich w Dżakarcie w 2018 roku zdobył złoty medal w sztafecie we wspinaczce na czas.
Mistrz Azji indywidualnie w konkurencji na czas w 2012, a w 2014 zdobył srebrny medal. W sztafecie w konkurencji na czas zdobył złoty medal w 2017 na mistrzostwa w Teheranie.

## Osiągnięcia

### Igrzyska azjatyckie
| Konkurencje      | 2018 |
| Sztafeta na czas | 1    |

### Mistrzostwa Azji
| Konkurencje        | 2012 | 2013 | 2014 | 2017 |
| Bouldering         | 20   | —    | —    | —    |
| Prowadzenie        | 11   | —    | 6    | —    |
| Wspinaczka na czas | 1    | 5    | 2    | 8    |
| Sztafeta na czas   | —    | —    | —    | 1    |